# 一岡裕人
一岡 裕人（いちおか ゆうと、本名：一岡裕且〈いちおかひろあき〉、1958年4月4日 - ）は、日本の俳優、長州言葉指導師、講師、スイミングコーチ。山口県下関市出身。現在、東京都練馬区在住。
1977年から神戸市の田崎真珠(株)でジュエリー製作に従事。脱サラし1986年NHKドラマ『家族あわせ』でデビュー。舞台スタア、ミュージカル『スクールウォーズ』などを経て芸能活動をしていたが、1991年からは時計業界でロレックスの達人、として雑誌に何度も取り上げられ、1995年から2000年までプランタン銀座にて『アンティークロレックスフェア』を主催し、時計業界では一時代を成した。
2001年から芸能界に復帰し現在に至る。俳優業は細々と継続中、最近は長州言葉指導師の仕事が多く、NHK大河ドラマ『龍馬伝』『八重の桜』『花燃ゆ』や『坂の上の雲』を手掛けた。
現在は講演活動も積極的に行っている。
全日本剣道連盟居合道五段、トータル・イマージョン・スイミング認定コーチの資格を有する。
趣味はマラソン、スキー、ゴルフ、トロンボーン。特技は居合道、水泳、ジュエリー製作、高級ブランド時計修理・新品仕上げ。

## 長州言葉指導歴
- 2005年 - フジテレビ『日本の歴史 坂本龍馬』
- 2006年 - 無名塾公演『長州異聞』東京公演
- 2007年 - 御園座公演『エドの舞踏会』
- 2008年
  - NHKスペシャルドラマ『坂の上の雲』
  - NHK木曜時代劇『鞍馬天狗』
  - 無名塾公演『長州異聞』九州公演
- 2009年 - NHKスペシャルドラマ『坂の上の雲』第一部
- 2010年
  - NHK大河ドラマ『龍馬伝』※実際は2009年後半から
  - NHKスペシャルドラマ『坂の上の雲』第二部
- 2011年 - NHKスペシャルドラマ『坂の上の雲』第三部
- 2013年
  - NHK大河ドラマ『八重の桜』
  - 文化庁芸術祭参加作品　NHK特集ドラマNコン80周年記念『はじまりの歌』
- 2015年 - NHK大河ドラマ『花燃ゆ』

## 俳優歴

### テレビドラマ
- 大河ドラマ（NHK）
  - 『義経』（2005年） - 都人 役
  - 『天地人』（2009年） - 藤堂高虎 役
  - 『龍馬伝』（2010年） - 毛利敬親 役
  - 『平清盛』（2012年） - 大宰府役人 役
  - 『八重の桜』（2013年） - 財界の有力者 役
  - 『花燃ゆ』（2015年） - 大村益次郎 役
- 土曜ドラマ『ハゲタカ』（NHK、2007年） - 会社員 役
- 『ひまわり〜夏目雅子27年の生涯と母の愛〜』（TBS、2007年） - 鬼政親分 役
- 木曜時代劇『鞍馬天狗』（NHK、2008年） - 尾形俊太郎 役
- 『CHANGE』（フジテレビ、2008年） - 記者 役
- 『相棒』 Season7 第12話（テレビ朝日、2009年） - 救急隊員 役
- 連続テレビ小説『梅ちゃん先生』（NHK、2012年） - 上司・遠藤 役
- 『トッカン -特別国税徴収官-』（日本テレビ、2012年） - 10年前の徴収官 役
- BS時代劇『火怨・北の英雄 アテルイ伝』（NHKBSプレミアム、2013年） - 多治比浜成 役
- 『はじまりの歌』（NHK、2013年） - 市場のセリ人 役

### 映画
- 『ムーンライト・ジェリーフィッシュ』（2003年） - 医者 役
- 『るろうに剣心 伝説の最期編』（2014年） - 政府高官 役

### CM
- キリンビバレッジ FIRE シルエット篇（2009年）
- NTTドコモ お客様満足度No.1篇（2011年）